# Comuna Hotivlea, Horodnea
Hotivlea (în ucraineană Хотівля) este o comună în raionul Horodnea, regiunea Cernihiv, Ucraina, formată din satele Hotivlea (reședința) și Travneve.

## Demografie
Componența lingvistică a comunei Hotivlea
     Ucraineană (93,9%)
     Belarusă (3,41%)
     Rusă (2,69%)
Conform recensământului din 2001, majoritatea populației comunei Hotivlea era vorbitoare de ucraineană (93,9%), existând în minoritate și vorbitori de belarusă (3,41%) și rusă (2,69%).